# Bureau Seven
Bureau Seven — производитель спорткаров в Истре, основанный в 2015 году.

## О компании
Компания Bureau Seven, основанная в 2015 году, занимается проектированием и производством спорткаров. Первой моделью компании стал спортпрототип CN1600 527, созданный «с оглядкой» на Lotus Seven.
В 2024 году более 30 автогонщиков приняло участие в российской серии кольцевых гонок (сокр. РСКГ). Локализация автомобилей составила 90%.

## Модельный ряд
Компания Bureau Seven выпускает автомобили с ДВС, подзаряжаемые гибриды и электромобили. Фрезеровка деталей осуществляется на четырёхкоординатном оборудовании команды Milling Work (с 700-миллиметровым рабочим полем длиной и шириной 4х2 метра). Электронные компоненты для электромобилей носят название EV Components.

### Project EVA
Project EVA (представлен в декабре 2021 года) — спортивный электромобиль массой 1400 кг в кузове баркетта с углепластиковым монококом. Оснащается аккумулятором ёмкостью 65 кВт⋅ч и электродвигателями мощностью 450—1800 кВт. Привод — задний или полный.

### Project Seven — CN3500
CN3500 — родстер класса GT массой 750 кг с углепластиковыми панелями и стеклопластиковым кузовом. Оснащён системой верхней защиты Halo. Автомобиль приводится в движение 3,5-литровым атмосферным двигателем Toyota 2GR V6 мощностью 350 л. с. Коробка передач — пятиступенчатая секвентальная (GearSet). Привод — задний. Представлен в августе 2023 года, в феврале 2025 года заявлено о начале сборки предсерийного прототипа. Производственная мощность должна составить 12 автомобилей в год.

### Project 527 — CN1600
CN1600 (представлен в ноябре 2015 года) — спортивный автомобиль массой 500 кг для кольцевых гонок. Оснащён двигателем ВАЗ-21126 мощностью 197 л. с. Привод — задний. В марте 2024 года был выпущен электромобиль с аккумулятором ёмкостью 20 кВт⋅ч и электродвигателем мощностью 300 л. с. и крутящим моментом 500 Н⋅м (запас хода — 200 км), а через год (в марте 2025 года) был выпущен гибридный автомобиль.